# Faronta napali
Faronta napali là một loài bướm đêm trong họ Noctuidae.